# Almamula
Almamula, également connue sous le nom la mulánima, est une mule fabuleuse issue du folklore au Nord de l'Argentine. Le légende liée à cet être serait une façon d'enseigner que les relations sexuelles immorales ne devraient pas arriver.

## Légende
Selon la légende, cet être était originellement une femme sans moralité, qui a commis l'inceste avec son frère et son père, et même le curé du village, et ne l'a jamais regretté. En punition pour cette conduite, elle a été maudite par Dieu, qui l'a changée en mule avec des chaînes attachées, qu'elle fait glisser. Il est très dangereux de la croiser car elle peut tuer n'importe qui sur son chemin d'un coup de pied durant la nuit, en haute montagne.
Elle erre dans la montagne durant la nuit et passe par la périphérie des villes les jours de tempête. 
Il est dit que la chaîne, qui produit également un grand bruit, est la représentation du poids de ses péchés, mais aussi l'espoir que la femme transformée en mule parvienne un jour à rencontrer un homme vaillant qui saisirait ses rênes, accomplirait le rituel et ferait en sorte que son âme puisse enfin gagner le ciel.
D'autres traditions indiquent que les gens qui ont des relations sexuelles immorales et ne le regrettent pas seront maudits et transformés du jour au lendemain en mule.

## Le mythe au cinéma
Almamula de Juan Sebastian Torales suit Nino, un adolescent efféminé fuyant l'homophobie de son quartier vers la campagne. Là, il découvre la légende de l'Almamula, un monstre qui punit les péchés charnels. Entre répression sexuelle et croyances religieuses, ce film explore les enjeux politico-sociaux et la quête de liberté individuelle. Le film sortira le 7 aout 2024 dans les salles françaises.